# Нестерюк Катерина Степанівна
Катерина Степанівна Токарчук (Нестерюк) (нар. 28 листопада 1959, місто Путила Чернівецької області) — українська радянська діячка, штукатур управління будівництва Дністровського комплексного гідровузла Чернівецької області. Депутат Верховної Ради УРСР 11-го скликання.

## Біографія
Освіта середня.
З 1976 року — маляр міжколгоспної будівельної організації Путильського району Чернівецької області, робітниця тресту «Чернівецькбуд», робітниця Іванковецького консервного заводу Чернівецької області.
З 1979 по 1991 рік — штукатур-маляр управління будівництва Дністровського комплексного гідровузла міста Новодністровська Чернівецької області.
Потім — на пенсії в селі Романків Обухівського району Київської області.

## Нагороди
- ордени
- медалі